# Station Warszawa Wesoła
Station Warszawa Wesoła is een spoorwegstation in het stadsdeel Wesoła in de Poolse hoofdstad Warschau.